# Bruno Alessandrini
Bruno Alessandrini (Parma, 30 dicembre 1914 – Desenzano del Garda, 30 gennaio 1985) è stato un generale e aviatore italiano.
Pluridecorato ufficiale della Regia Aeronautica, combatté durante la Guerra civile spagnola e nel secondo conflitto mondiale. Nel dopoguerra fu comandante della 6ª Aerobrigata dell'Aeronautica Militare Italiana.

## Biografia
Nacque a Parma il 30 dicembre 1914, e dopo aver conseguito il diploma di scuola superiore presso il locale Istituto di Belle Arti, assieme al compagno di scuola e futuro asso da caccia e da tuffo Giuseppe Cenni, si appassionò al mondo dell'aviazione decidendo di arruolarsi nelle Regia Aeronautica. Il 4 gennaio 1935 iniziò a frequentare il corso per Allievi Ufficiali Piloti che si teneva sull'aeroporto di Parma, passando quindi a frequentare la Scuola di Primo Periodo di Cameri (Novara), dove il 7 settembre dello stesso anno conseguì il brevetto di pilota d'aeroplano. Giudicato idoneo per essere assegnato alla specialità caccia, fu mandato alla Scuola Centrale di Pilotaggio di Grottaglie (Taranto), dove volò sugli addestratori Breda Ba.25 e sui caccia Fiat C.R.20. Il 12 gennaio 1936 conseguì il brevetto di pilota militare, e con la nomina a sottotenente pilota di complemento fu assegnato alla 155ª Squadriglia, 3º Gruppo, del 6º Stormo Caccia Terrestre, di stanza sull'aeroporto di Campoformido.
Il 19 febbraio 1937 partì come volontario per combattere nella guerra di Spagna. Rientrato in Italia alla fine del mese di gennaio 1938, fu promosso sottotenente in servizio permanente effettivo (S.P.E.) per merito di guerra con decorrenza dal giorno 20 dello stesso mese, e già il 10 febbraio successivo divenne tenente. Al termine del ciclo operativo in terra iberica risultava decorato con una Medaglia d'argento, una Medaglia di bronzo al valor militare e la Croce al merito di guerra. Rientrato in servizio presso la 155ª Squadriglia, con la quale prese parte all'inaugurazione dell'aeroporto Enrico Forlanini di Milano esibendosi con la Pattuglia Acrobatica dei Diavoli Rossi, che successivamente diede spettacolo anche sull'aeroporto di Torino-Mirafiori. Nel 1939 è trasferito alla 154ª Squadriglia con la quale prende parte all'occupazione dell'Albania.
All'entrata in guerra dell'Italia, il 10 giugno 1940, risultava in servizio presso la 154ª Squadriglia di stanza in Sardegna, con la quale prese parte a numerose missioni sulla Corsica, sulla Francia e sul Mediterraneo. Promosso Capitano il 13 gennaio 1941, decorato con una seconda Medaglia di bronzo al valor militare, il 10 luglio partì alla testa della 155ª per l'Africa settentrionale italiana. Basata a Tripoli la Squadriglia, equipaggiata con i caccia Fiat C.R.42 Falco, operò in continue missioni di caccia, mitragliamento e bombardamento di mezzi motorizzati e reparti nemici. Nel giugno 1942 il suo reparto rientrò in Italia per riequipaggiarsi con i monoplani Aermacchi C.200 Saetta, basandosi dapprima sull'aeroporto di Lecce, dove svolse compiti di scorta ai convogli, e successivamente sul campo d'aviazione di Chinisia a sud di Trapani con il compito di proteggere le navi e gli aerei che trasportano uomini e materiali in Libia e Tunisia.
Il 12 luglio 1943 entrò in servizio presso la Scuola di pilotaggio di Ravenna, da dove assistette alla caduta del regime fascista avvenuta il 25 luglio successivo. Con la proclamazione dell'armistizio dell'8 settembre scelse di darsi alla macchia, ritornando temporaneamente alla vita civile.
Il 10 gennaio del 1945 si presentò al comando della 4ª Zona Aerea Territoriale di Bari, chiedendo di rientrare in servizio presso l'Italian Co-Belligerent Air Force, e fu assegnato al 5º Stormo Assalto di base sull'aeroporto di Lecce-Galatina, allora equipaggiato con i caccia Aermacchi C.202 Folgore. Dopo la fine della guerra assunse il comando del 101º Gruppo, e il 16 novembre fu promosso al grado di maggiore. Nel maggio del 1946 il 101º Gruppo viene trasferito sull'aeroporto di Orio al Serio (Bergamo), effettuando la transizione sui caccia Aermacchi C.205 Veltro. Lasciato il comando del 101º Gruppo, allora equipaggiato con velivoli Supermarine Spitfire Mk. IX nel maggio del 1948 prende parte al Trofeo Zerbinati istituito dall'Aero Club d'Italia.
Il 1 luglio dello stesso anno entra in servizio presso l'Opera Nazionale Figli degli Aviatori (O.N.F.A.) di Firenze, istituzione che aveva il compito di assistere gli orfani degli aviatori. Il 6 ottobre successivo è assegnato al Comando della 2ª Zona Aerea Territoriale di Padova e il 2 dicembre entra in servizio presso il Tribunale militare di Verona. Il 15 marzo 1951 diviene tenente colonnello, assumendo l'incarico di vice comandante del 6º Stormo sulla base aerea di Ghedi (Brescia).
Il 1 febbraio 1953 il 6º Stormo si trasforma in 6ª Aerobrigata, ed egli assume il comando del Reparto Volo. 
Il 31 dicembre 1956 è promosso al grado di colonnello, assegnato alla 3ª Aerobrigata di stanza sull'aeroporto di Verona-Villafranca. Ritornato alla 6ª Aerobrigata in qualità di vicecomandante nel corso dell'estate del 1958, ne assume il comando il 1 luglio 1959. Lasciato il comando dell'unità il 15 maggio 1961, entra in servizio presso la 5ª Allied Tactical Air Force (A.T.A.F.) di Vicenza. Nel maggio 1962 partì per Fort Bliss (Texas), negli Stati Uniti, per effettuare l'addestramento all'uso del sistema missilistico superficie-aria MIM-14 Nike Hercules. Al ritorno in Patria, il 23 giugno 1963, entrò in servizio presso il comando della 1ª Regione Aerea di Milano, e il 24 aprile 1964 viene promosso al rango di generale di brigata aerea. Il 28 dicembre 1972 è promosso generale di divisione aerea, abbandonando il servizio attivo in base alle disposizioni allora vigenti.
Collocato in riserva a partire dal 12 aprile 1976, è promosso generale di squadra aerea a titolo onorario il 9 febbraio 1982. Si spegne a Desenzano del Garda il 30 gennaio 1985.

### Annotazioni
1. ↑  Allora equipaggiato con i caccia North American P-51 Mustang.
2. ↑  I reparti di volo erano equipaggiati con i caccia a reazione De Havilland DH.100 Vampire e Republic F-84G Thunderjet.
3. ↑  A quell'epoca i suoi reparti di volo erano equipaggiati con i cacciabombardieri Republic F-84F Thunderstreak, ed era in previsione l'entrata in servizio dei nuovi Lockheed F-104G Starfighter.
4. ↑  Tale unità, oltre ai reparti aerei, aveva giurisdizione sui reparti di Intercettori Teleguidati della 1ª Aerobrigata, equipaggiati con i missili Western Electric MIM-14A Nike Hercules.

### Fonti
1. 1 2 3 4 5 6 7 8 9 10 11 12 13 14 15 16 17 18 19 20 21 22 23 24 25 26 27 28 29 30  Cersosimo 2014, p. 25.
2. 1 2 3  Dunning 1988, p. 20.
3. ↑  Logoluso 2010, p. 48.
4. ↑  Logoluso 2010, p. 65.
5. 1 2 3 4 5 6  Dunning 1988, p. 21.
6. 1 2  Ufficio Storico Stato Maggiore dell'Aeronautica 1977, p. 46.
7. 1 2 3  Ufficio Storico Stato Maggiore dell'Aeronautica 1977, p. 47.
8. ↑  Ufficio Storico Stato Maggiore dell'Aeronautica 1977, p. 26.
9. 1 2 3 4 5 6  Cersosimo 2014, p. 27.
10. ↑  Bollettino Ufficiale 1942, disp.35ª.
11. ↑  Bollettino Ufficiale 1941, disp.43, pag.1947.